# Perły przed wieprze
Perły przed wieprze – trzecia płyta Świetlików, utrzymana w podobnej stylistyce, jak i poprzednie dwa albumy grupy, pojawiają się jednak też cięższe brzmienia ("Bez", "Brejkam wszystkie rule"', "Jonasz").

## Lista utworów
1. "Ładnie" (M. Świetlicki / zespół)
2. "Bez" (M. Świetlicki / zespół)
3. "Czary mary (Wonder schponder)" (M. Świetlicki / zespół)
4. "Brejkam wszystkie rule" (M. Świetlicki / zespół)
5. "Odciski" (M. Świetlicki / zespół)
6. "Jonasz" (M. Świetlicki / zespół)
7. "Duzia woda" (M. Świetlicki / zespół)
8. "Pięć gwiazdek" (M. Świetlicki / zespół)
9. "Domówienie" (M. Świetlicki / zespół)
10. "Ósma o dziewiątej" (M. Świetlicki / zespół)
11. "79" (M. Świetlicki / zespół)
12. "Państwo von Kleist" (M. Świetlicki / zespół)
13. "Małżowina" (M. Świetlicki / zespół)

## Wykonawcy
- Marcin Świetlicki – śpiew
- Grzegorz Dyduch – gitara basowa, gitara elektryczna
- Artur Gasik – gitara elektryczna
- Tomasz Radziszewski – gitara elektryczna
- Marek Piotrowicz – perkusja

oraz gościnnie:
- Mateusz Pospieszalski – saksofon